# 贾雅普拉卡什·纳拉扬
贾雅普拉卡什·纳拉扬（Jayaprakash Narayan；1902年10月11日-1979年10月8日），普遍被称为JP或Lok Nayak（印地语中为人民领袖），是印度独立活动家、理论家和政治领袖，在20世纪70年代中期反对印度总理英迪拉·甘地，他称之为“全面革命”（total revolution）。他的传记《贾雅普拉卡什》（Jayaprakash）由他的民族主义朋友和印地语文豪Rambriksh Benipuri书写。1999年，他被追授印度公民荣誉奖印度国宝勋章，以表彰他的社会工作。其他奖项还包括1965年的拉蒙·麦格塞塞奖。

## 纪念
Jay Prakash Narayan机场，德里政府经营的最大的医院、著名的Maulana Azad医学院的教学医院Lok Nayak Jayaprakash医院以他的名字命名的，该医院以前被称为欧文医院。以他为名的还有一个公园，位于新德里的Bahadur Shah Zafar Marg，就在Maulana Azad医学院对面。2015年8月1日，Chhapra-Delhi-Chhapra Weekly Express更名为“Loknayak Express”。